# Stygiomedusinae
Stygiomedusinae is een onderfamilie van neteldieren uit de klasse van de Scyphozoa (schijfkwallen).

## Geslacht
- Stygiomedusa Russell, 1959